# Museo archeologico di Egina
Il Museo archeologico di Egina (in greco: Αρχαιολογικό Μουσείο Αιγίνης) è un museo archeologico di Egina, in Grecia, situato all'ingresso del sito archeologico dell'antica Egina, dove si trovano anche i resti del Tempio di Apollo. Presenta reperti preistorici e antichi trovati negli scavi dell'antica Egina e altrove sull'isola.

## Storia
Fondato nel 1828 dai fratelli Viaros e Ioannis Kapodístrias, il primo governatore della Grecia indipendente,. Poiché il museo è stata la prima istituzione del suo genere creata in Grecia, è stato arricchito con reperti archeologici che non solo provenivano da Egina, ma vi sono stati anche trasferiti da molte parti dell'allora libera Grecia, la maggior parte dei quali provenienti dalla regione del Reno, dove si trova il cimitero di Delos. Nel 1837, la maggior parte di questi oggetti furono spostati ad Atene, la capitale della Grecia appena fondata.
Il museo contiene una varietà di vasi antichi, ceramiche, alabastri, statuette, iscrizioni, monete, armi e vasi di rame. Questi oggetti sono disposti in 3 camere nelle quali si tengono tutte le esposizioni. L'edificio si presenta come un piano casa di mattoni di costruzione, con tetto di tegole e atrio al centro, lungo il perimetro interno in legno. Una delle parti esterne dell'edificio dispone di una piscina portico. 
La collezione del museo dispone di un'ampia collezione e documenta la storia dello sviluppo della cultura dell'isola di Egina, a partire dall'antica preistoria. L'esposizione comprende una varietà di prodotti di ceramica, scultura e figurine, i frammenti architettonici, stele funerarie, varie iscrizioni, armi, monete e molto altro ancora.